# Pedro Knight
Pedro Knight Caraballo (Matanzas, 30 de setembro de 1921 – Los Angeles, 3 de fevereiro de 2007) foi um músico cubano, viúvo da lendária cantora Celia Cruz.

## Biografia
Knight foi um trompetista do famoso Sonora Matancera quando Celia Cruz foi contratada como cantora substituta. O casal começou rapidamente um relacionamento que se prolongou até à morte de Celia, em 2003, vitimada por um tumor cerebral maligno.
Em 1960 alguns membros da "Sonora Matancera" mudaram-se para Miami (Florida), fugindo do regime de Fidel Castro. Em 1961 começaram a cantar no prestigiado "Palladium Ballroom" em Nova Iorque.
Knight e Cruz casaram em 1962. Neste ponto Knight decidiu ficar na sombra e deixar à sua esposa todas as luzes da ribalta, apesar de continuar a viajar nas tournês como um dos seus músicos. Ironicamente, o fato de ter ficado um passo atrás para ajudar na carreira da sua mulher, também o tornou famoso e respeitado trompetista em toda a América Latina. Foi entrevistado várias vezes para programas televisivos e fez várias amizades no mundo do espectáculo, incluindo Maria Celeste Arraras, que expressou o seu respeito por ele cerca de 3 meses depois da morte de Celia, num programa em direto.
Knight ficou devastado com a morte de Celia. A mulher costumava chamar-lhe "mi cabecita del algodón" ("minha cabecita de algodão"). Ele ficou ao seu lado enquanto ela lutava contra o cancro, e expressou publicamente a esperança de que ela recuperasse.
Um fato mal conhecido do público é que o próprio Knight lutou contra o cancro. Um dia depois da sua esposa ter sido submetida a uma cirurgia para remover um tumor no seio, Knight foi também sujeito a uma cirurgia para remover um tumor ou um pólipo do  cólon.
Apesar de ter desenvolvido várias atividades dedicadas à memória da esposa (tal como uma autobiografia de Cruz), a sua saúde ficou seriamente afetada pela de Celia, e em 7 de Julho de 2004, desmaiou durante uma cerimónia em Miami, requerendo um internamento hospitalar. Foi-lhe diagnosticado hipotensão causado pelos diabetes e por uma pausa emocional da cerimónia.
Knight envolveu-se em vários projectos póstumos dedicados à sua esposa, incluindo livros CDs e um filme biográfico. Foi acusado por alguns familiares de Cruz de ter aproveitado a fortuna que ela deixou para benefício próprio.
Em 26 de Setembro de 2005, Knight foi hospitalizado novamente, desta vez devido a um acidente vascular cerebral (AVC).
Em 16 de Fevereiro de 2006, voltou a ser hospitalizado, depois de sofrer dores do seu braço esquerdo, sendo internado na Unidade de Terapia Intensiva (UTI), ao parecer a causa de uma infecção no miocárdio (ataque cardíaco).
Pedro Knight faleceu em 3 de fevereiro de 2007, aos 85 anos, no "Methodist Hospital in Arcadia" de Los Angeles devido a complicações relacionadas com o diabetes. Sepultado no Cemitério de Woodlawn.